# Бодрицкая, Светлана Александровна
Светлана Александровна Бодрицкая (род. 7 ноября 1971 года) — казахстанская легкоатлетка.

## Карьера
Воспитанница шымкентского спорта. Специализировалась в беге на 200 и 400 метров, а также в эстафете.
Многократный призёр чемпионатов Азии, Азиатских игр.
Участница трёх Олимпиад (1996, 2000,2004). На всех Олимпиадах заканчивала выступления в предварительных забегах.
В 1997 году участвовала в открытом чемпионате России в помещении, где в беге 200 метров заняла третье место.
Мастер спорта Республики Казахстан международного класса.